# エジプト山
エジプト山（エジプトさん、英: Egypt Mons）は、木星の衛星イオの山、イオで11番目に高い山。
南緯41度29分 西経257度36分 / 南緯41.49度 西経257.6度。
1997年にエジプト山と名づけられた、名前はイーオーの逃亡生活を終える場所エジプトに由来する、直径約193.66 km、高さ約10 km。